# Барье, Августин

Ученики Александра Гильмана. А. Барье (в верхнем ряду, крайний слева)

Августин Барье (фр. Augustin Barié; 15 ноября 1883, Париж — 22 августа 1915, Антони (О-де-Сен)) — французский музыкант, органист, композитор, музыкальный педагог.

## Биография
Слепой от рождения. Учился музыке у Адольфа Марти в Национальном институте для слепой молодёжи, затем у Александра Гильмана и Луи Вьерна в Парижской консерватории.
В 1906 году был удостоен первого приза консерватории.
После окончания учёбы служил титулярным органистом в церкви Сен-Жермен-де-Пре, преподавал курс игры на органе в Национальном институте для слепой молодёжи.
В возрасте 31 года, вскоре после свадьбы, умер от кровоизлияния в мозг.
А. Барье был знаменитым музыкантом-импровизатором, одним из видных французских романтиков виртуозов-органистов.
Как композитор сочинял, в основном, для органа, включая симфонию (соч. 5) и пьесы Trois (соч. 7).

## Записи произведений
- Germaine Labole & Augustin Barié — Œuvres d’Orgue, Julian Bewig, organ (classicophon.com, 2008);
- La Toccata, André Marchal — Institut des jeunes aveugles, 1975 FY P1;
- L'Œuvre pour orgue, Marie-Thérèse Jehan — Solstice SOCD-17;
- Intégrale de l'œuvre pour orgue, Véronique Le Guen — B000GIWTPA[4].